# 마르조리 이스치아누
마르조리 이스치아누(포르투갈어: Marjorie Estiano, 1982년 3월 8일 ~ )는 브라질의 배우, 가수이다.

## 음반 목록
- Marjorie Estiano (2005)
- Flores, Amores e Blábláblá (2007)
- Oito (2014)